# Luna–20
A Luna–20 (E-8-5-408-, Луна-19) harmadik generációs szovjet űrszonda. A Luna-program második űreszköze, amely földön kívüli anyagot sikeresen visszahozott a Földre.

## Küldetés
Összetett elektronikát, navigációs berendezést, hajtóműrendszert és robotmechanikát tartalmazott, hogy megvalósíthassa a Hold megközelítését, a sima leereszkedést, a mintavételt és a Hold elhagyását, elősegítve a Földre történő visszatérést.

## Jellemzők
Építette és üzemeltette az OKB–1 (oroszul: Особое конструкторское бюро №1, ОКБ-1), később Lavocskin-tervezőiroda.
1972. február 14-én a Bajkonuri indítóbázisról, négylépcsős, az emelkedést segítő szilárd hajtóanyagú segédrakéták párhuzamos elrendezésével, egy Proton-K/D hordozórakétával (8K78K) állították Föld körüli parkolópályára. Feladata, felépítése, szerkezete megegyezett a Luna–16, Luna–18 űrszondával. Műszerezettségét tekintve a korábbi holdszputnyikok továbbfejlesztett változata. Az orbitális egység pályája 88,73 perces, 51,5 fokos hajlásszögű, az elliptikus pálya adatai: perigeuma 191 kilométer, apogeuma 238 kilométer volt. Az utolsó fokozat hajtóművének újraindításával elérte a szökési sebességet. Három ponton stabilizált (Föld-, Hold- és Nap-központú) űreszköz. A repülési idő 4,4 nap volt. Hasznos tömege 5600 kilogramm.
Február 15-én pályakorrekciót végeztek.
A február 18-án végrehajtott fékezést követően Hold körüli körpályára állították. Hold körüli pályaadatai: 65 fokos hajlásszög, periszelénium (a Holdhoz legközelebb eső pontja, első keringésnél: 100 kilométer), aposzelénium (a Holdtól legtávolabb eső pontja, első keringésnél 100 kilométer). Újbóli fékezéssel előkészítették a leszállást. Módosított pályaadatok: 65 fokos hajlásszög, periszelénium  21 kilométer, aposzelénium  100 kilométer.
Február 21-ig 54 keringést hajtott végre, 85 alkalommal létesítettek rádiókapcsolatot. A fékezőegység indításával sima leszállást hajtott végre a Termékenység tenger (Appolonius, Mare Foecunditatis) közelében, hegyvidéki területen. 18 kilométerrel a Luna-18 katasztrófa helyétől.
A leszállóegység részei a fékező-leszálló, az állványzat és a visszatérő egység. Minden egység energiaellátását kémiai akkumulátorok biztosították. A fékező-leszállóegység: üzemanyagtartályokból, fékező rakétahajtóműből, vezérlő-ellenőrző egységből, rádió adó-vevő berendezésből, antennából, állványzatból (lengéscsillapítókkal), stabilizáló egységből (giroszkóp), magasság- és sebességmérőből állt. Az állványzat biztosította az üreges mintavevő fúró stabilitását. Tetején egy nagy nyomásnak és hőnek ellenálló tartály volt elhelyezve, ide helyezte mintáit az automatika. A kapcsolatot 4 rúdantennán keresztül biztosították. A visszatérő egység hajtóanyagból és rakétahajtóműből, a hozzá tartozó rádió-adó berendezésből, vezérlő-ellenőrző egységből, korrekciós hideggáz-fúvókákból, stabilizáló (giroszkóp) egységből tevődött össze.
Feladata fényképek készítése, telefotométerekkel a fúrás valamennyi fázisának rögzítése. Vizsgálta a Hold éjszakai körülményeit, adatokat gyűjtve egy hosszú időtartamú holdfelszíni állomás berendezéseinek kidolgozásához. Üreges fúrógépével a leszállás után egy órával, 4 perc 34 másodperc alatt, előbb 9, majd 15 centiméterre behatolt a Hold talajába, majd áramtúlfogyasztás miatt leállt. Harmadik nekiindulással 34 cm mélyre hatolt. A gépi kar segítségével 55 gramm kőzetmintát helyeztek el egy hermetikusan záródó tartályba, amely a visszatérő egység szerves részeként a leszállóegység tetejére volt telepítve. A leszállóegység egyben a Hold-Föld rakéta startállványa volt.
Február 22-én a leszállás követő 27,6 órával a Hold-Föld rakéta a visszatérő tartállyal elindult a Földre.
Február 25-én két nap 20 óra 14 perces repülés után Zsezkazgantól 40 kilométerre északnyugatra leszállt.

## Külső hivatkozások
- Luna–20. zarya.info. [2022. július 1-i dátummal az eredetiből archiválva]. (Hozzáférés: 2013. február 3.)
- Luna–20. skyrocket.de. (Hozzáférés: 2013. február 3.)
- Luna–20. ib.cas.cz. [2013. október 13-i dátummal az eredetiből archiválva]. (Hozzáférés: 2013. február 3.)
- Luna–20. nasa.gov. [2017. február 21-i dátummal az eredetiből archiválva]. (Hozzáférés: 2013. február 3.)

| Elődje: Luna–19 | Luna-program 1969–1976 | Utódja: Luna–21 |